# 팔레스타인의 국장

팔레스타인의 국장

팔레스타인의 국장은 팔레스타인을 상징하는 문장이다. 살라딘의 수리라고 부르는 독수리 모양의 디자인 가운데에는 세로 방향으로 그려진 팔레스타인의 국기 문양의 방패가 그려져 있다.
독수리의 발톱 아래에 있는 두루마리에는 "팔레스타인 자치 정부"("السلطة الفلسطينية, As-Sulta Al-Wataniyya Al-Filastīniyya")이라는 단어가 아랍어로 쓰여져 있다.

두루마리에 "팔레스타인"이라는 단어가 쓰여진 형태의 국장

## 같이 보기
- 이집트의 국장
- 시리아의 국장
- 살라딘의 수리